# Coupe du Danemark de rugby à XV
La Coupe du Danemark de rugby à XV est une compétition annuelle de rugby à XV organisée par la Fédération danoise de rugby à XV.

## Histoire
La compétition a été créée en mars 1974 et voit la victoire du Rugbyklubben Speed face à Odense sur le score de 46 à 7. La 2e édition a lieu, pour la seule et unique fois, en octobre 1974 dont le vainqueur est l'IF Comet.

## Palmarès
| Saison | Vainqueur                | Score   | Finaliste                |
| ------ | ------------------------ | ------- | ------------------------ |
| ...    | -                        | -       | -                        |
| 2000   | Lindø Rugby Sport Club   | 12 - 8  | Aarhus Rugby Club        |
| 2001   | Frederiksberg Rugby Klub | 20 - 8  | Lindø Rugby Sport Club   |
| 2002   | Lindø Rugby Sport Club   | 20 - 8  | Frederiksberg Rugby Klub |
| 2003   | Lindø Rugby Sport Club   | 18 - 0  | DTU Exiles Rugby         |
| 2004   | Frederiksberg Rugby Klub | 21 - 13 | DTU Exiles Rugby         |
| 2005   | Frederiksberg Rugby Klub | 23 - 20 | DTU Exiles Rugby         |
| 2006   | Frederiksberg Rugby Klub | 14 - 3  | Aarhus Rugby Club        |
| 2007   | CSR-Nanok Rugbyklub      | 10 - 8  | Aarhus Rugby Club        |
| 2008   | Aarhus Rugby Club        | 10 - 0  | Frederiksberg Rugby Klub |
| 2009   | CSR-Nanok Rugbyklub      | 29 - 15 | Aalborg RK Lynet         |
| 2010   | CSR-Nanok Rugbyklub      | 41 - 10 | Rugbyklubben Speed       |
| 2011   | CSR-Nanok Rugbyklub      | 20 - 15 | Rugbyklubben Speed       |
| 2012   | CSR-Nanok Rugbyklub      | 27 - 5  | DTU Exiles Rugby         |
| 2013   | Aarhus Rugby Club        | 76 - 0  | Frederiksberg Rugby Klub |

## Bilan
| Club                     | Titre(s) | Premier(s) - Dernier(s) |
| ------------------------ | -------- | ----------------------- |
| Frederiksberg Rugby Klub | 8        | 1992-2006               |
| Lindø Rugby Sport Club   | 7        | 1987-2003               |
| CSR-Nanok Rugbyklub      | 7        | 1983-2012               |
| DTU Exiles Rugby         | 6        | 1976-1989               |
| Aalborg RK Lynet         | 4        | 1982-1986               |
| IF Comet                 | 3        | 1974-1978               |
| Rugbyklubben Speed       | 2        | 1974-1996               |
| Comet Hamlet             | 2        | 1995-1997               |
| Aarhus Rugby Klub        | 2        | 2008-2013               |